# Heinrich von Gauß

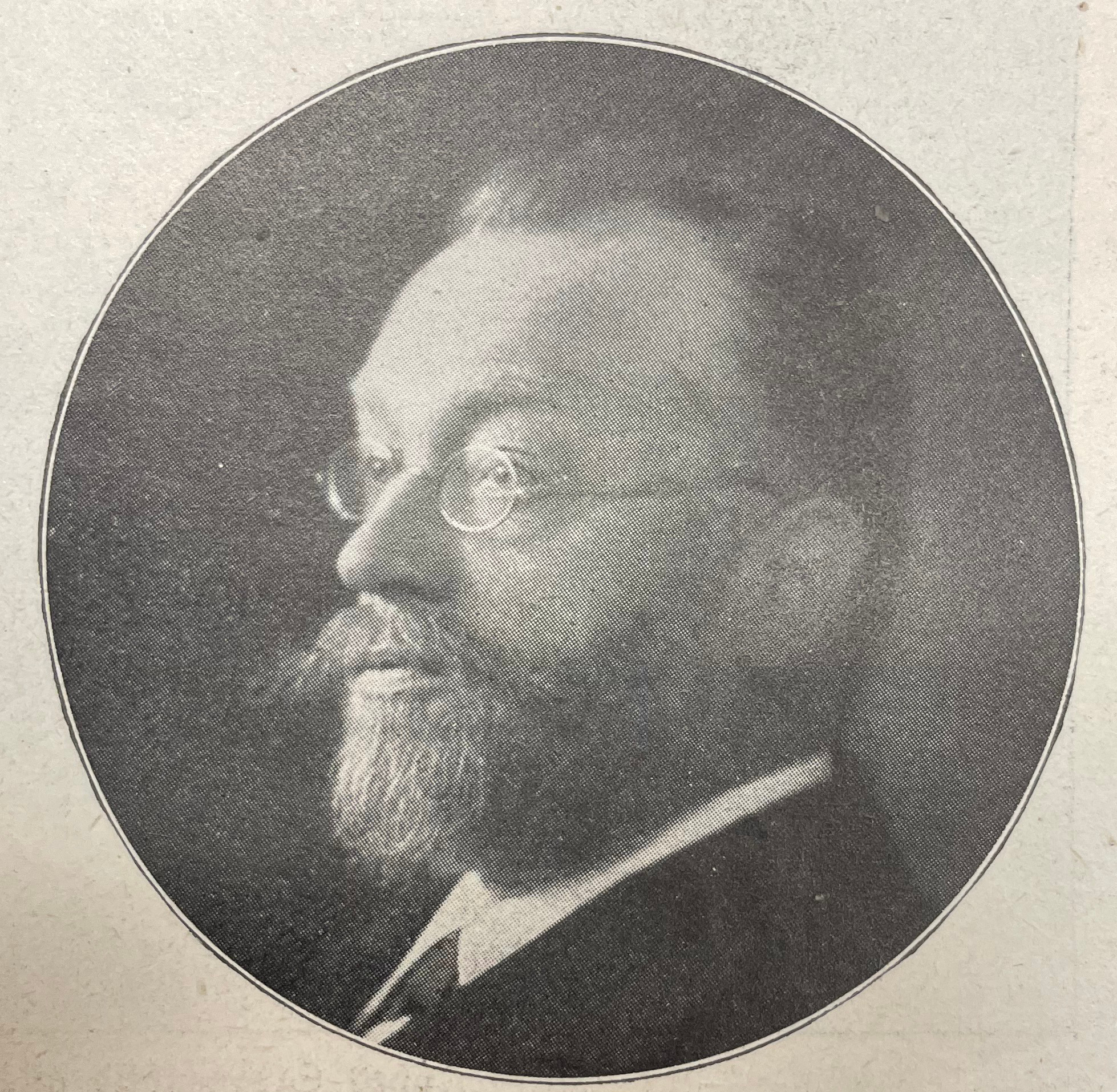
Heinrich von Gauß, um 1911, fotografiert von Hubert Lill

Heinrich Hermann Gauß, ab 1905 von Gauß, (* 7. März 1858 in Stuttgart; † 8. Dezember 1921 ebenda) war von 1899 bis 1911 Stadtschultheiß seiner Heimatstadt.  

## Jurist und Verwaltungsfachmann
Heinrich Gauß wurde am 7. März 1858 als Sohn des Archivars Matthäus Heinrich Gauß (1818–1891) in Stuttgart geboren. Er studierte Rechtswissenschaft in Tübingen (zeitweise Mitglied der Studentenverbindung AG Stuttgardia) und arbeitete später als Oberamtsrichter in Tettnang im nördlichen Hinterland des Bodensees sowie als Rechtsanwalt. 1894 wurde er besoldeter Stadtrat und stellvertretender Stadtschultheiß in seiner Heimatstadt.

## Stadtschultheiß von Stuttgart
Am 19. Mai 1899 wurde Gauß zum Nachfolger des verstorbenen Stuttgarter Stadtschultheiß Emil von Rümelin gewählt. In seiner knapp zwölfjährigen Amtszeit widmete er sich vor allem dem Ausbau der Infrastruktur der rasch wachsenden Großstadt. Während Stuttgart 1875 noch 100.000 Bewohner hatte, wuchs die Zahl bis 1905 auf 250.000 Einwohner. Unter Gauß wurden Gas- und Elektrizitätswerke gekauft sowie das Netz der Straßenbahn ausgebaut.
Außerdem gab Gauß bei dem Architekten Theodor Fischer, der von 1901 bis 1908 an der Universität Stuttgart Professor für Stadtplanung war, einen neuen Stadtbauplan in Auftrag. Dadurch sollte die rasche Entwicklung der Stadt planmäßig geordnet werden, zumal Stuttgart auch durch zahlreiche Eingemeindungen beträchtlich wuchs. 1901 wurde der Ort Gaisburg eingemeindet, 1905 Cannstatt, Untertürkheim und Wangen sowie 1908 Degerloch.
Darüber hinaus ordnete Gauß auch die Stuttgarter Stadtverwaltung neu. So wurden unter ihm das Wohnungsamt und das Vermessungsamt neu geschaffen. Die Führung des Rathauses wurde auf vier besoldete Gemeinderäte ausgeweitet, was etwa den heutigen Ressort-Bürgermeistern entspricht. Während seiner letzten Amtsjahre stand ihm im Stadtrat eine immer stärkere sozialdemokratische Opposition gegenüber. Am 1. April 1911 trat er wegen eines Krebsleidens von seinem Amt als Stadtschultheiß von Stuttgart zurück.

## Ehrenkreuzträger und Abgeordneter
1905 erhielt Heinrich von Gauß das Ehrenkreuz der Württembergischen Krone, womit auch der persönliche Adelstitel verbunden war. 1906 zog er als Abgeordneter der Volkspartei in den württembergischen Landtag ein, dem er bis 1918 angehörte. Außerdem war er Vorsitzender des Württembergischen Städtetages und seit 1905 der Stuttgarter Vertreter im Deutschen Städtetag. Darüber hinaus engagierte sich von Gauß in der Deutschen Friedensgesellschaft. Er gehörte dem Verein Deutscher Ingenieure (VDI) und dem Württembergischen Bezirksverein des VDI an.
In seinen letzten Lebensjahren verbrachte er viel Zeit in seinem Sommerhaus in Langenargen am Bodensee. Heinrich von Gauß starb am 8. Dezember 1921 in seiner Heimatstadt Stuttgart im Alter von 63 Jahren.